# Carly Colón
Carlos (Carly) Colón, Jr. (thường được gọi Carlito; sinh ngày 21 tháng 2 năm 1979) là một đô vật chuyên nghiệp Mỹ, gốc người Puerto Rico.

## Trong đô vật
- Finishing moves
  - Back Cracker[2] / Back Stabber[3] (Double knee backbreaker)[2]
  - Figure four leglock[2] – OVW; used as a regular move in WWE
  - Inverted facelock spun out into a DDT – 2005–2006
  - Overdrive[2] – 2004

Carlito executing a dropkick against "EZE" Eric Cairnie
- Signature moves
  - Backflip off the top rope over a standing opponent, sometimes while springboarding[98]
  - Dropkick,[99] sometimes from the top rope[100] or while springboarding[101]
  - Fireman's carry flapjack[102]
  - Flowing DDT[2]
  - Hurricanrana[103]
  - Japanese arm drag[98]
  - Lifting reverse STO[104]
  - Monkey flip[105]
  - Running knee lift followed by a running clothesline[99]
  - Snap swinging neckbreaker
  - Springboard back elbow[99]
  - Springboard moonsault,[99] sometimes while performing a double jump[106]
  - Springboard senton bomb,[107] sometimes while performing a double springboard[108][109]
  - Sitout spinebuster[110]
  - Spitting apple pieces into an opponent's face[111]
- Managers
  - Trish Stratus
  - Torrie Wilson
  - The Bella Twins
  - Brie Bella
  - Rosa Mendes
- Nicknames
  - "The Caribbean Bad Apple"
- Entrance themes
  - "El que lo hereda no lo hurta" by Los Hijos de los Celebres & Apollo Sound (1999-2003; WWC)
  - "Tony's Theme" by Giorgio Moroder (2004; WWC)
  - "Cool" by Jim Johnston (2004–nay; WWE/WWC)
  - "Burn It To The Ground" by Nickelback (2010; LLUSA)

## Các chức vô địch và danh hiệu
- Family Wrestling Entertainment
  - FWE Heavyweight Championship (1 time)
- First Wrestling Society
  - 1WS World Heavyweight Championship (1 time, current)[112]
- Funking Conservatory
  - FC Television Championship (1 time)[113]
- Magnum Pro Wrestling
  - Magnum Heavyweight Championship (1 time)[114]
- Millennium Wrestling Federation
  - MWF Undisputed Championship (1 time, Current)
- Pro Wrestling Illustrated
  - PWI ranked him #27 of the 500 best singles wrestlers of the year in the PWI 500 in 2006[115]
- Puerto Rico Wrestling
  - Tag Team of the Year (2008) - with Primo[116]
- Wrestling Alliance Revolution
  - WAR World Heavyweight Championship (1 time)
- World Wrestling Council
  - WWC Puerto Rico Heavyweight Championship (1 time)
  - WWC Universal Heavyweight Championship (15 times)[5]
  - WWC World Tag Team Championship (2 times) – with Eddie Colón (1) and Konnan (1)[117]
- World Wrestling Entertainment
  - World Tag Team Championship (1 time) – with Primo[118]
  - WWE Intercontinental Championship (1 time)[119]
  - WWE Tag Team Championship (1 time) – with Primo[120]
  - WWE United States Championship (1 time)